# إدوارد ويستون (نبال)
إدوارد ويستون (بالإنجليزية: Edward Weston)‏ هو نبال أمريكي، ولد في 31 يوليو 1846 في غورهام في الولايات المتحدة، وتوفي في 14 سبتمبر 1918 في شيكاغو في الولايات المتحدة.

## وصلات خارجية
- إدوارد ويستون على موقع أوليمبيديا (الإنجليزية)